# Żoliborz (zajezdnia tramwajowa)
Zajezdnia tramwajowa „Żoliborz“, właśc. Zakład Realizacji Przewozów „Żoliborz“ − R-4 – warszawska zajezdnia tramwajowa otwarta w 1963 na Młocinach. 

## Opis
Zajezdnia zastąpiła tymczasową remizę, która znajdowała się przy ulicy Słowackiego. 

### Nazwy
W okresie swojego działania zajezdnia dwukrotnie zmieniała nazwę.
| Okres                   | Nazwa                                                        |
| ----------------------- | ------------------------------------------------------------ |
| 1963-06-30 — 1966-12-31 | Stacja Obsługi Tramwajów "Północ" im.S.Ostrowskiego          |
| 1967-01-01 — 2013-10-31 | Zakład Eksploatacji Tramwajów R-4 Żoliborz im.S.Ostrowskiego |
| Od 2013-11-01 —         | Zakład Realizacji Przewozów R-4 Żoliborz                     |

### Tabor
Przez wiele lat w R-4 Żoliborz stacjonowały wagony 13N, w 1995 roku do zajezdni trafiły pierwsze stopiątki. W późniejszych czasach zaczęto wprowadzać coraz to nowsze pojazdy i powodowały one wycofywanie starszych wagonów typu 13N.

## Galeria

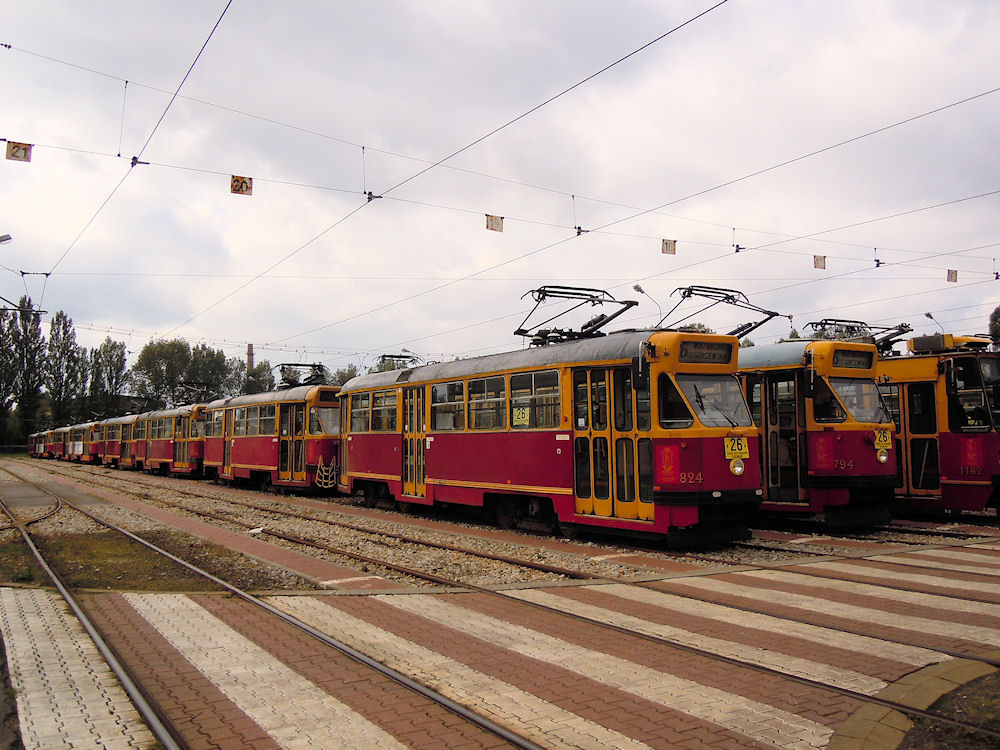
Tory postojowe (przed wybudowaniem zadaszenia)
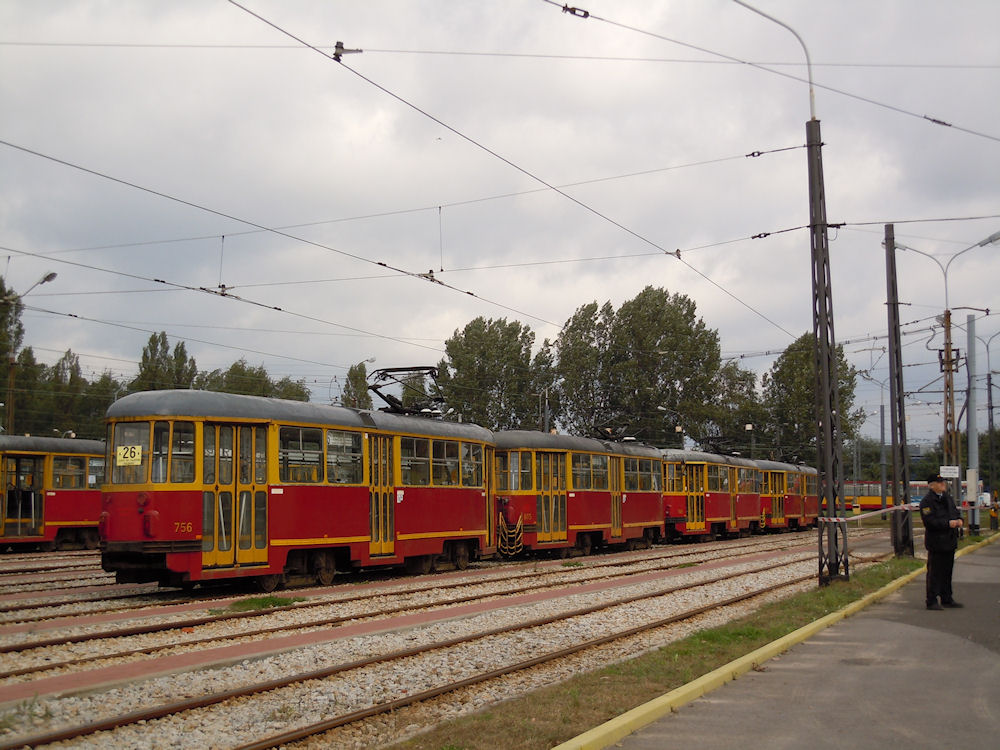
Tory postojowe (przed wybudowaniem zadaszenia)
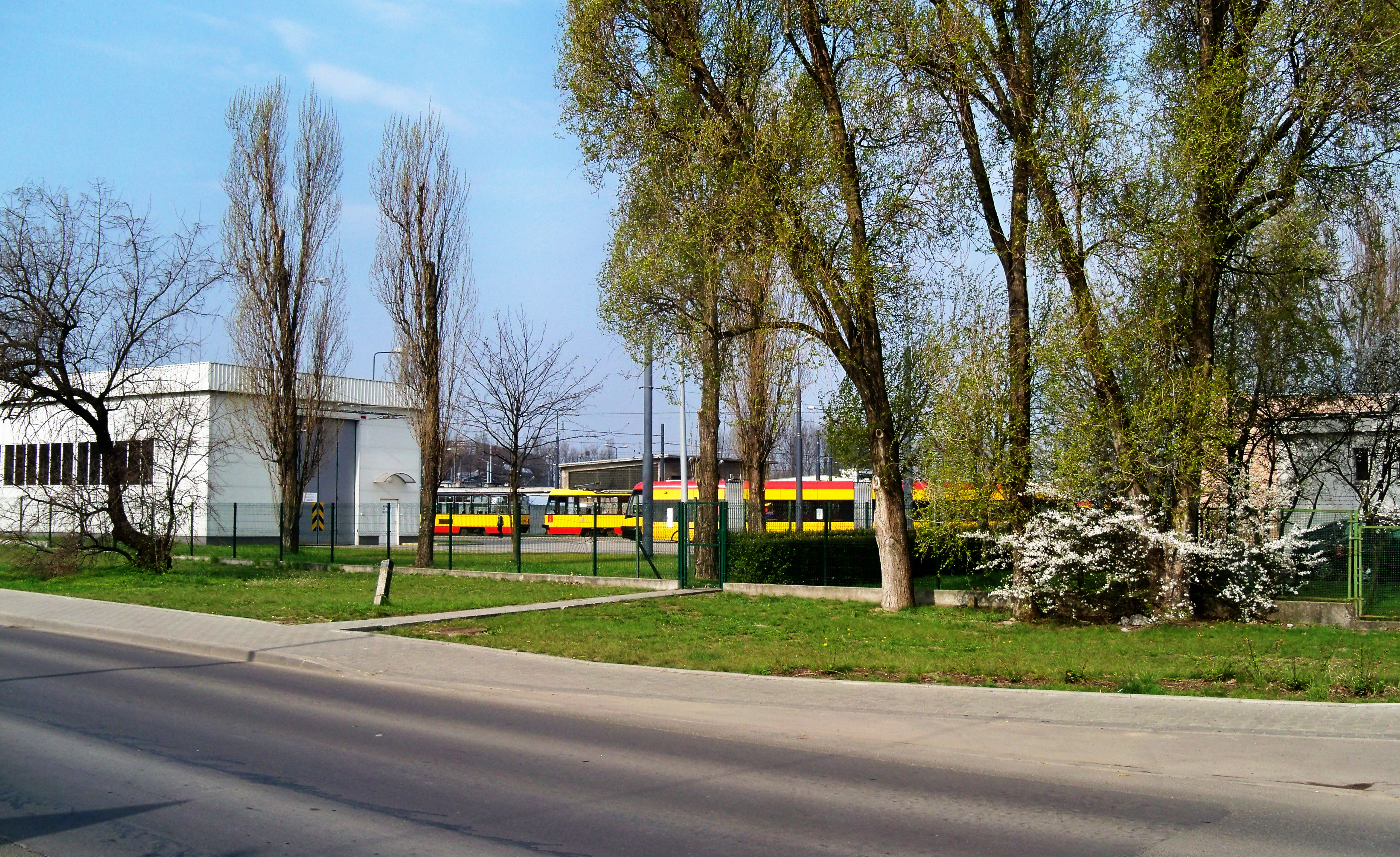
Widok od ul. Zgrupowania AK "Kampinos", po lewej hala tokarki podtorowej
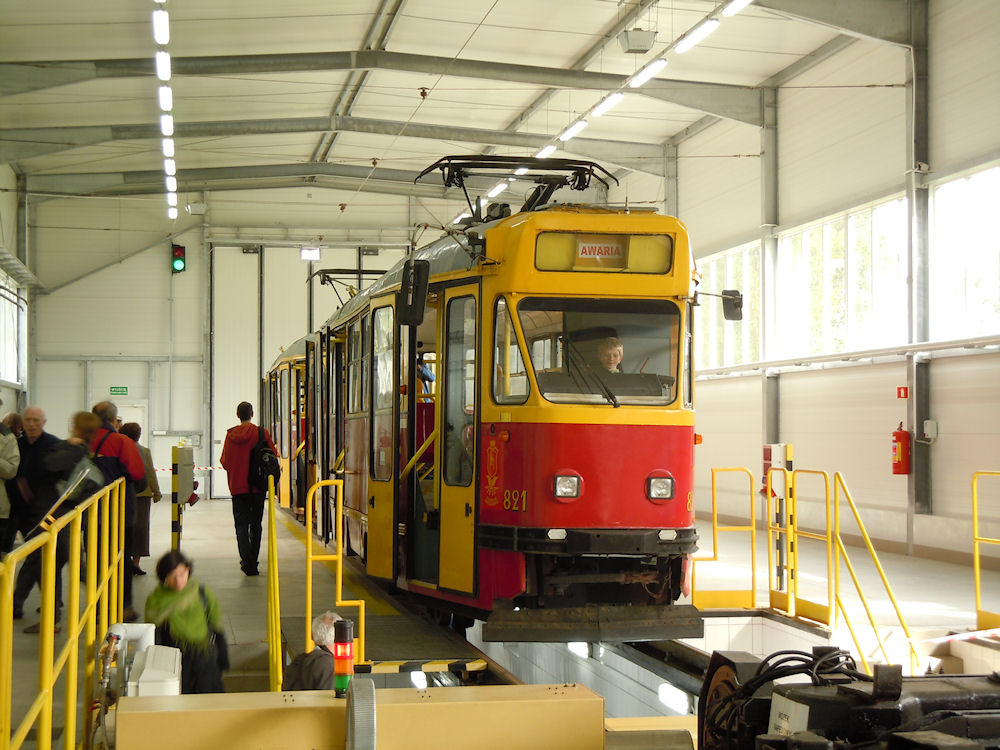
Wnętrze hali tokarki podtorowej
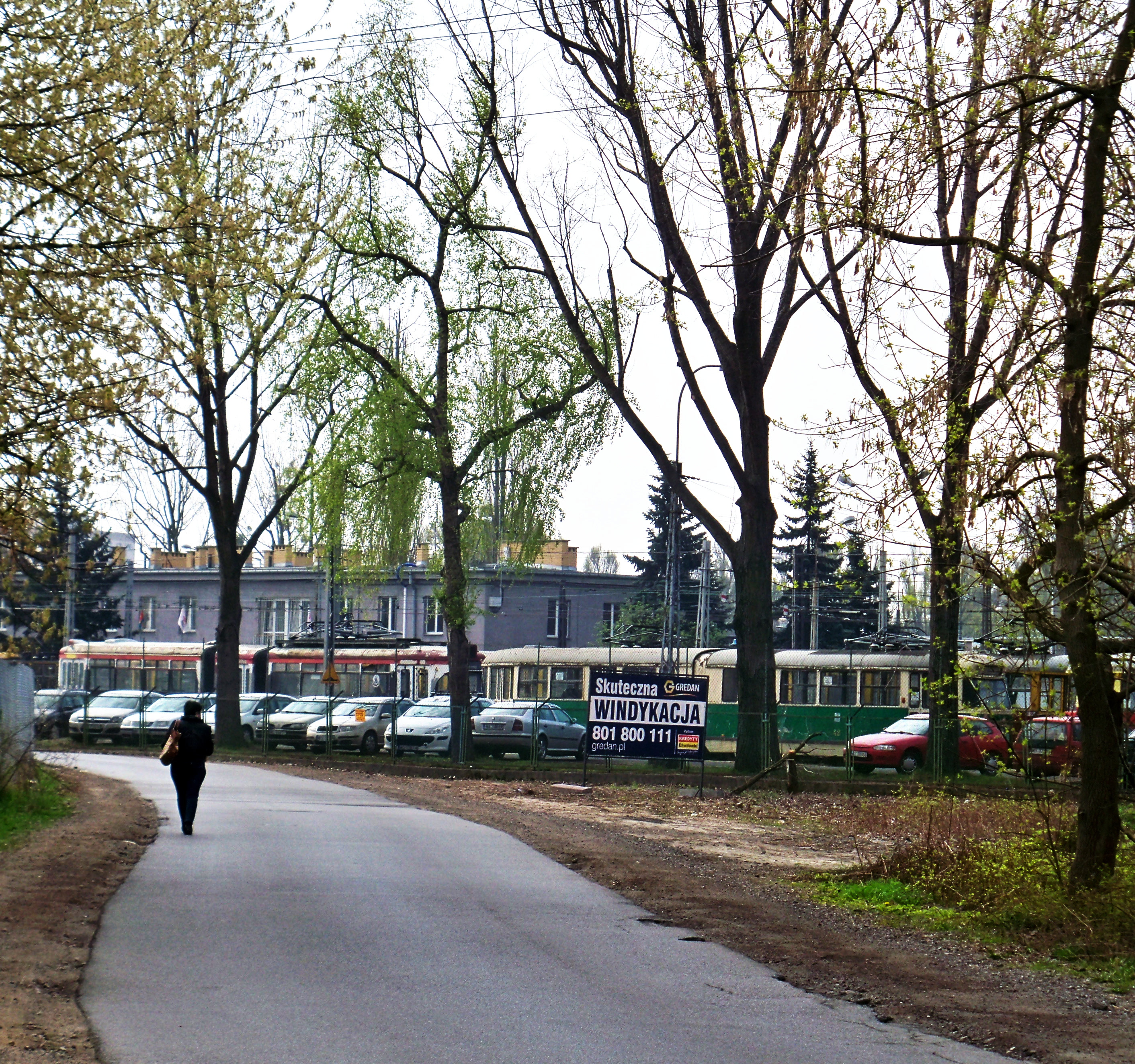
Widok od strony ul. Książąt Mazowieckich